# Woodend (Australia)
Woodend – miasto w Australii, w stanie Wiktoria.